# Camponotus platypus
Camponotus platypus é uma espécie de inseto do gênero Camponotus, pertencente à família Formicidae.